# La Motte-Fanjas
La Motte-Fanjas este o comună în departamentul Drôme din sud-estul Franței. În 2009 avea o populație de 168 de locuitori.

## Evoluția populației
| An        | 1975 | 1982 | 1990 | 1999 | 2006 | 2009 |
| --------- | ---- | ---- | ---- | ---- | ---- | ---- |
| Populație | 113  | 121  | 115  | 138  | 169  | 168  |